# Joaquim da Silva Rabelo
Joaquim da Silva Rabelo   (Recife, 20 d'agost de 1779 - Recife, 13 de gener de 1825) va ser un frare carmelita, conegut amb el malnom Frei Caneca. Va ser també periodista i escriptor, i un destacat revolucionari de la història del Brasil del primer quart del segle xix, que va tenir un paper clau en diversos esdeveniments significatius de la seva època.

## Biografia
Joaquim da Silva Rabelo va ingressar al convent dels carmelites a una edat jove, adoptant el nom de Frei Joaquim do Amor Divino Rabelo. Més tard, va ser conegut popularment com Frei Caneca, un sobrenom derivat del negoci de fabricació de canecas (gerres) de la seva família. A part de la seva formació religiosa, també va demostrar un gran interès per la política i la filosofia.
Frei Caneca va ser un dels líders destacats de la Revolució pernambucana de 1817, un moviment separatista que buscava alliberar Pernambuco del domini portuguès. Va ser un dels líders ideològics i espirituals del moviment, utilitzant el seu prestigi com a frare carmelita i les seves habilitats de comunicació per escriure pamflets que inspirressin i mobilitzessin els revolucionaris. A més, va ser membre del govern provisional establert pels rebels, contribuint a la formulació de polítiques i estratègies per enfortir la revolució. Tot i l'entusiasme i el suport popular, la Revolució Pernambucana va ser derrotada per les forces reials portugueses. Frei Caneca va ser arrestat, però més tard va ser alliberat, i va continuar la seva lluita per la independència del Brasil en els anys següents.

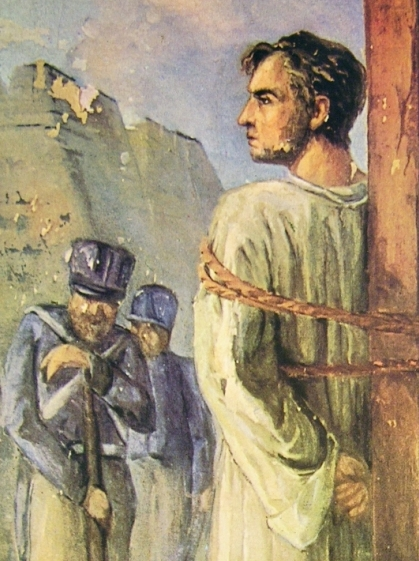
Frei Caneca al cadafal.

Després de la proclamació de la independència del Brasil, el 1822, Frei Caneca va continuar la seva lluita en pro d'un govern més just i democràtic. Va ser un dels principals líders de la Confederació de l'Equador el 1824, una insurrecció que s'oposava a l'autoritarisme de l'emperador Pere I. Aquest moviment buscava una major autonomia per a les províncies del nord-est del Brasil i l'abertura cap a un model constitucionalista. Els seus escrits i sermons van inspirar molts a unir-se a la causa. Defensava un sistema de govern basat en la descentralització del poder i la justícia social, criticant obertament el despotisme de l'emperador, qui el 1823 havia clausurat l'Assemblea Constituent. Va ser nomenat membre del consell governant de la Confederació, on va ajudar a definir les estratègies polítiques i militars.
A causa de la seva participació activa en la Confederació del Equador, Frei Caneca va ser capturat per les forces imperials. Va ser condemnat a mort a la forca, però com els botxins van negar-se a executar-lo, va ser afusellat per una tropa d'infanteria.

## Llegat
Frei Caneca és recordat com un heroi nacional al Brasil. L'any 2007, en virtut de la Llei Federal núm. 11528, va ser inscrit en el Llibre d'Acer del Panteó de la Pàtria i de la Llibertat Tancredo Neves, a Brasília.
La seva vida i obra han inspirat nombrosos estudis històrics i literaris. És el cas del llibre que va dedicar João Cabral de Melo Neto a les últimes hores del carmelita. La seva dedicació a la causa de la llibertat i la justícia continua sent un exemple per a les generacions posteriors i la seva influència es manté viva en la memòria col·lectiva del poble brasiler.